# Paroisse St. Andrew

Paroisse St. Andrew est une paroisse dans le comté de Kings sur l'Île-du-Prince-Édouard, au Canada.
Elle contient les cantons suivants:
- Lot 59
- Lot 61
- Lot 63
- Lot 64